# Tratado sobre a luz

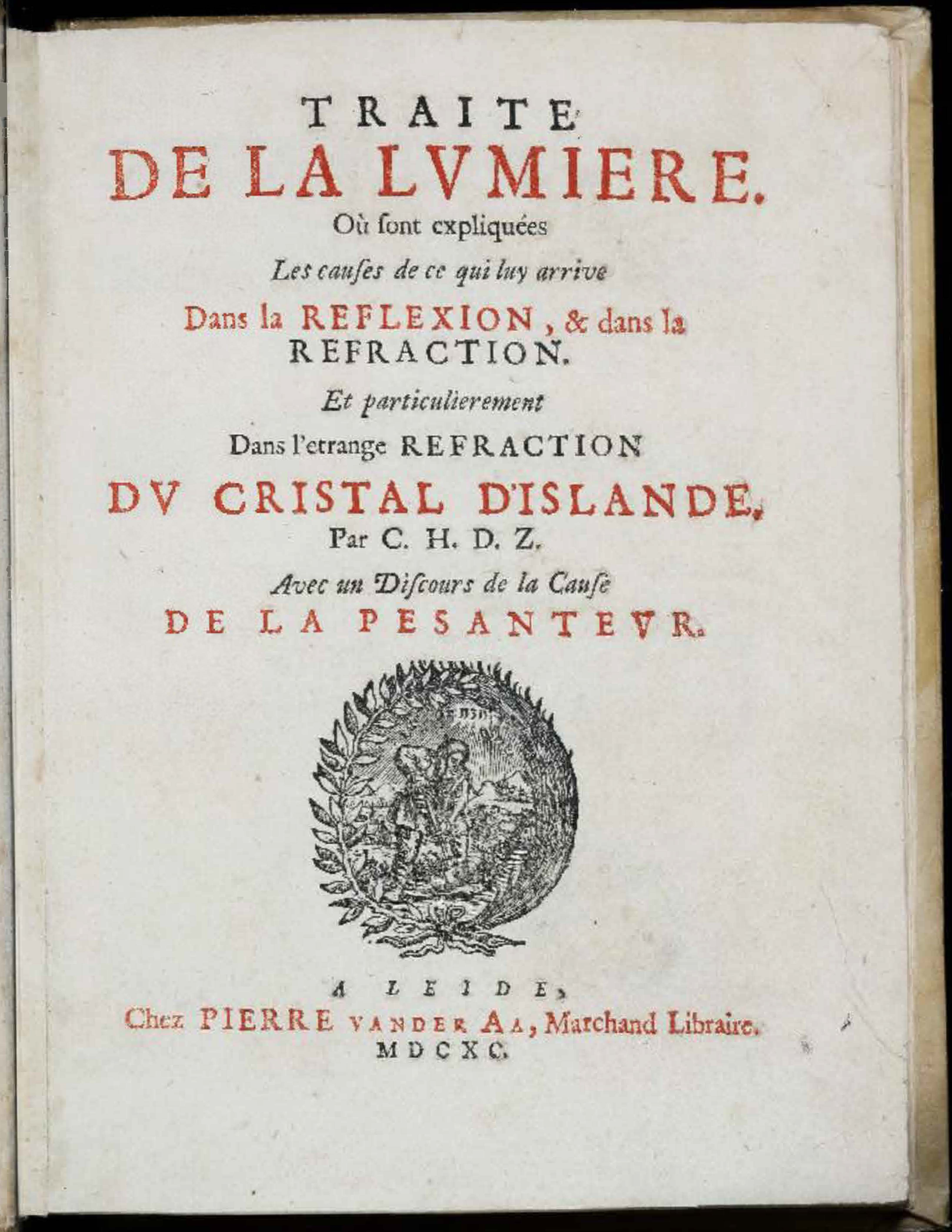
Contra-capa original do livro.

Tratado sobre a luz (original em francês: Traité de la lumière) é o livro escrito pelo matemático e físico neerlandês Christiaan Huygens, apresentado pela primeira vez à Academia Real de Ciências da França em 1678, e publicado em 1690. Dividido em capítulos, a obra oferece uma discussão da natureza e propriedades da luz. Além disso, mostra seu favorecimento à ideia de que a luz se comporta como uma onda, ao contrário do que Isaac Newton propusera alguns anos antes.

## Influência sobre a física
O livro em seu tempo causou grandes repercussões, pois até então todas teorias sobre a luz eram defendidas como se ela fosse uma partícula. 
Em Tratado sobre a luz, Huygens propôs uma ideia diferente: A luz é uma onda. Essa teoria explica claramente a reflexão, a refração e a difração - efeitos semelhantes podem ser vistos, por exemplo, nas ondas da água. O éter estava para a luz assim como as ondas estavam para o mar. Mas Newton discordava e assim foi montado um debate que ficou muito confuso, pois os dois cientistas faziam suposições incorretas sobre a natureza das supostas ondas.
Entretanto, tudo mudou quando anos após o início da discussão, James Clerk Maxwell, Augustin-Jean Fresnel e Thomas Young com forte embasamento matemático e provas experimentais concretas confirmaram a teoria de Huygens por meio de teorias relacionadas como o Eletromagnetismo, a Ótica Ondulatória e a Experiência de dupla fenda, consolidando assim, a teoria de que a luz é uma onda.